# Historische taal
Met historische taalvorm of historische taal wordt in de taaltypologie een oudere verschijningsvorm van een bepaalde taal bedoeld, die als een variant van diezelfde taal wordt beschouwd in plaats van als een afzonderlijke taal. Voorbeelden hiervan zijn het Oudnederlands, Oudengels en Oud-Japans.
De grens tussen deze categorie en een dode taal is niet haarscherp, en hangt met name af van de manier waarop het begrip "taal" precies wordt gedefinieerd. Zo zouden bijvoorbeeld het Latijn, Oudgrieks, Hindi en klassiek Chinees in dit opzicht als historische vormen van andere talen in plaats van als uitgestorven talen kunnen worden beschouwd.